# Silver Trees
| Recensione | Giudizio |
| ---------- | -------- |
| AllMusic   | [ 1 ]    |

Silver Trees è il primo album discografico del gruppo rock psichedelico sudafricano The Abstract Truth, pubblicato dalla casa discografica EMI Records nel 1970.

## Tracce

### LP
Lato A
1. Pollution – 3:12 (Kenny Henson)
2. All the Same – 3:12 (George Wolfaardt)
3. Original Man – 3:33 (George Wolfaardt)
4. Silver Trees – 8:20 (Peter Measroch)

Lato B
1. In a Space – 3:35 (Kenny Henson, Sean Bergin)
2. Moving Away – 2:57 (Peter Measroch)
3. Two – 2:40 (Kenny Henson)
4. Blue Wednesday Speaks – 3:56 (Peter Measroch)
5. It's Alright with Me – 3:10 (George Wolfaardt)

## Formazione
- Kenny Henson - chitarra, voce
- Peter Measroch - pianoforte, organo, flauto, clavicembalo, voce
- Sean Bergin - flauto, sassofono
- George Wolfaardt - basso, flauto, batteria, voce

Note aggiuntive
- Clive Calder - produttore
- Leo Lagerwey - ingegnere delle registrazioni
- The Abstract Truth - arrangiamenti
- Teak Glauser - fotografia copertina album originale[2]